# Istočnonjemački ustanak 1953.
Istočnonjemački ustanak 1953. godine naziv je za niz štrajkova i prosvjeda tijekom lipnja i srpnja 1953. godine na području Istočne Njemačke.
Makar je uvriježeno govoriti o „ustanku”, posrijedi su bili tek štrajkovi i pretežno mirni prosvjedi, koji su ugušene iznimno nasilnim oružanim odgovorom sovjetskih vojnih snaga, istočnonjemačke policije i vojske.
Počeo je 16. lipnja 1953. kada je od 60 do 80 građevinarskih radnika iz Istočnoga Berlina stupilo u štrajk, radi odluke Centralnoga komiteta SED-a o povećanju radnih kvota za 10%, vjerojatno prigodom 60. rođendana Waltera Ulbrichta. Unatoč povećanju plaća za isti udio, prijetnje poslodavaca o rezanju plaća u slučaju neostvarivanja povišenih radnih kvota potaknule su nezadovoljstvo među radnicima.
Od tih 80 ljudi u zoru 17. lipnja 1953. došlo je 100 000 ljudi koji su zahtijevali pad Vlade DDR-a. Nezadovoljstvu su doprnijele nestašice kruha i robe široke potrošnje, kao i nestanci električne struje. U „ustanku” je prema službenim podatcima DDR-a ubijeno 55 ljudi, ali procjene prema dokumentima dostupnim od 1990. godine govore o 125 žrtava. Prema drugim izvorima broj žrtava mogao bi iznositi 267.
Slomom ustanka zaredala su se i brojna uhićenja, u kojima su, osim radnika, uhićeni i pripadnici njihovih obitelji, studenti, građani i svećenici koji su iskazali podršku prosvjednicima.
Prije ujedinjenja Njemačke, 17. lipnja obilježavao se u Zapadnoj Njemačkoj kao praznik, Dan njemačkoga jedinstva (njem. Tag der deutschen Einheit). Danas se Dan njemačkoga jedinstva (njem. Tag der Deutschen Einheit, sada riječ „Deutschen” pisana velikim slovom) obilježava na dan ujedinjenja 3. listopada, a 17. lipnja obilježava se kao nacionalni spomendan njemačkoga naroda. U Berlinu postoji i Ulica 17. lipnja kao podsjetnik na taj dan.

## Vanjske poveznice
- 17. Juni 1953  Arhivirana inačica izvorne stranice od 18. veljače 2006. (Wayback Machine) - 17. lipnja 1953. Bibliographical database of the international literature